# Пол Гуей
Пол Гуей (англ. Paul Guay, нар. 2 вересня 1963, Провіденс) — американський хокеїст, що грав на позиції крайнього нападника. Грав за збірну команду США.

## Ігрова кар'єра
Професійну хокейну кар'єру розпочав 1984 року.
1981 року був обраний на драфті НХЛ під 118-м загальним номером командою «Міннесота Норт-Старс». 
Протягом професійної клубної ігрової кар'єри, що тривала 10 років, захищав кольори команд «Філадельфія Флаєрс», «Лос-Анджелес Кінгс», «Бостон Брюїнс» та «Нью-Йорк Айлендерс».
Загалом провів 126 матчів у НХЛ, включаючи 9 ігор плей-оф Кубка Стенлі.
Виступав за збірну США на Олімпіаді — 1984, що проходила в Сараєво, закинув одну шайбу.